# UVS Nijmegen

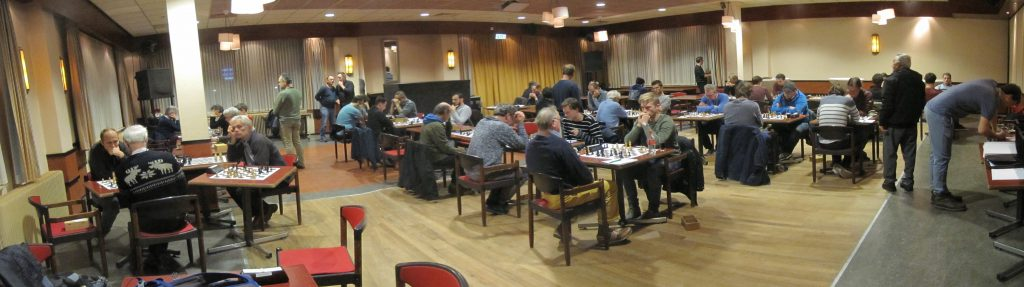
UVS (2020)

UVS (Uit Vrienden Samengesteld) is een schaakvereniging uit Nijmegen.
UVS speelde in het seizoen 2022-2023 met 4 teams in de KNSB (1B, 3C, 4B en 5C) en met 3 teams in de regionale SOS-competitie (HKA, 2D). Het aantal senioren bedraagt ongeveer 80 en de jeugdafdeling telt zo'n 60 leden. De clubavond voor de senioren is met ingang van 2025 op maandagavond in wijkcentrum De Biezantijn, Waterstraat 146, Nijmegen. De speelavond voor de jeugd is op dinsdagavond in Voorzieningenhart De Ster, Queenstraat 37b1 in Lent.

## Bekende (oud-)leden
- Harold Bekkering
- René ten Bos
- Henri Lenferink